# Stroh-violin

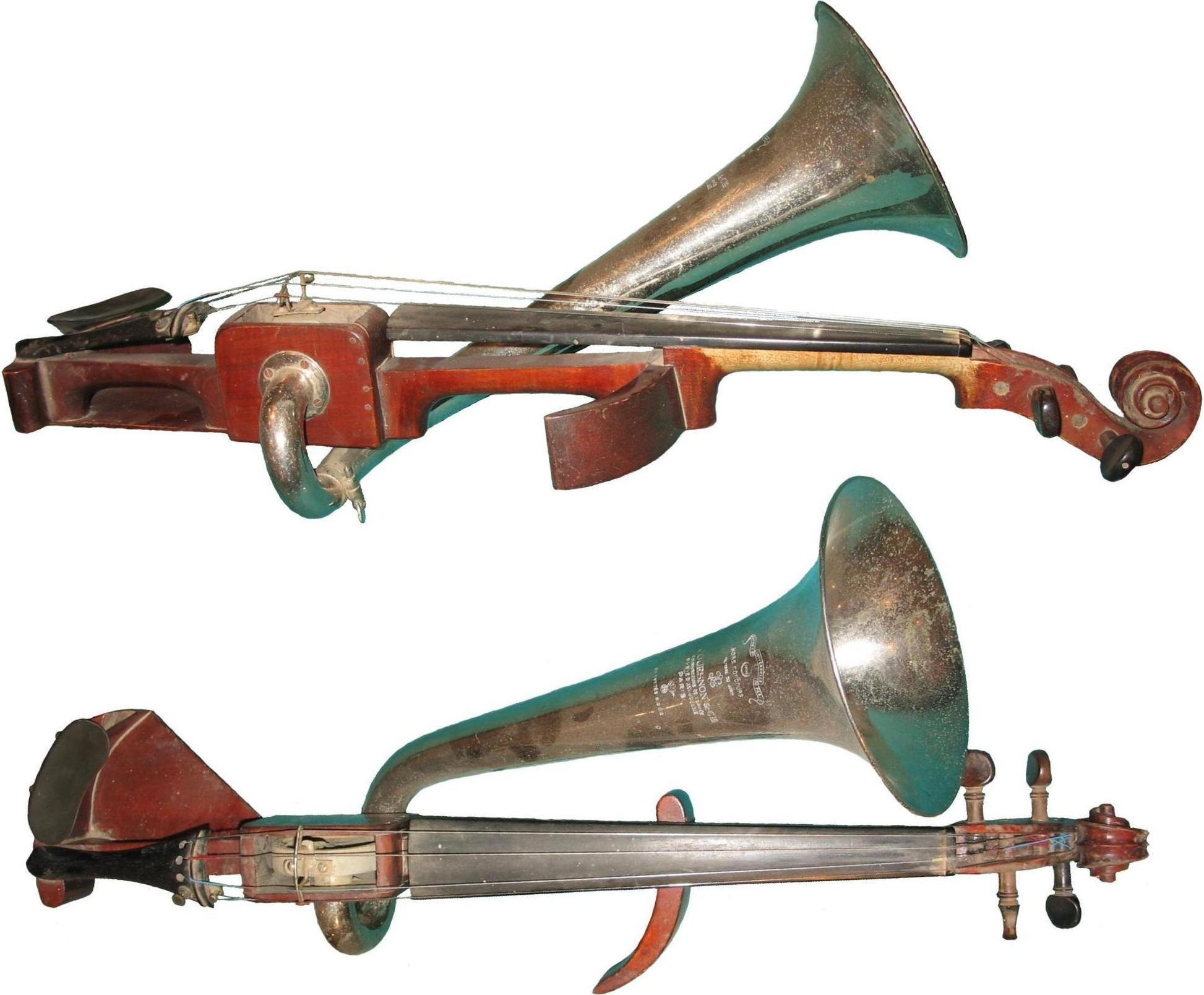
Stroh-violin

En Stroh-violin eller trattfiol är ett stråkinstrument som är utformad som en fiol men förstärker ljudet genom resonans i en metalltratt likt ett blåsinstrument. Instrumentet är namngett efter J.M.A. Stroh, en tysk ingenjör från Frankfurt som patenterade instrumentet i London 1899. Stroh-violinen har en större klang än en vanlig fiol och blev därför populär under början av 1900-talet då akustiska inspelningar gjordes på fonograf och grammofon, en inspelningsteknik som krävde höga ljudvolymer.